# Bivacco Gianni Comino

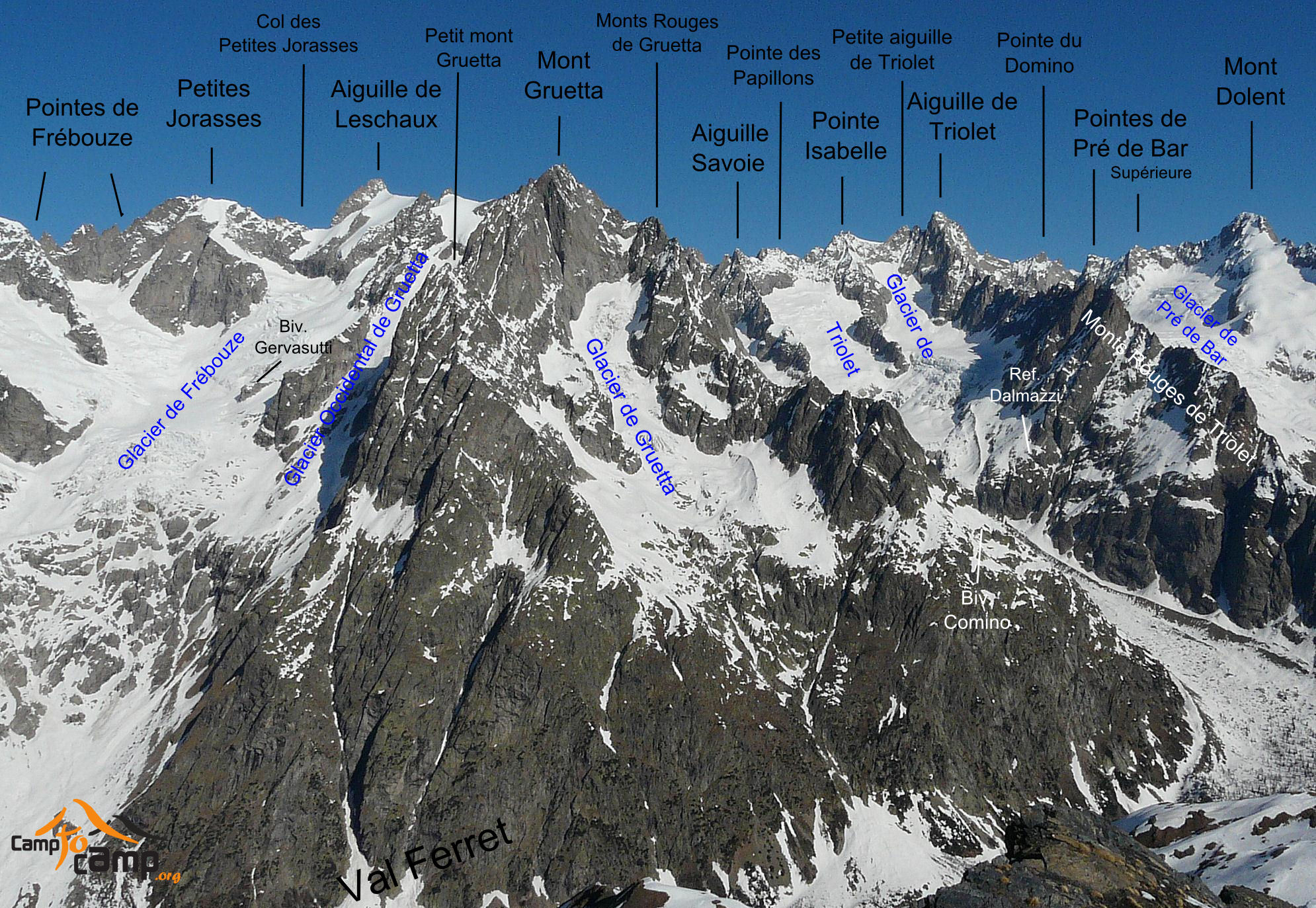
Collocazione del Bivacco Gianni Comino.

Il bivacco Gianni Comino è un bivacco situato in val Ferret a 2.430 m s.l.m. sulla spalla di uno sperone a sud est del mont Rouge de Greuvetta.
Il bivacco è stato costruito nel 1982 in ricordo dell'alpinista Gianni Comino.

## Caratteristiche ed informazioni
Il bivacco non dispone di acqua corrente ed elettricità.

## Accessi
L'accesso avviene in circa 2 ore e 30 minuti partendo dalle baite della località Arp Nouva, a 1.769 m, in Val Ferret.

## Ascensioni
- Mont Greuvetta - 3.677 m